# Eichelberger Mark
Die Eichelberger Mark war eine  Markgenossenschaft zur Waldnutzung im Taunus, genau genommen im Hohen Taunus, die bis zum Anfang des 19. Jahrhunderts bestand.
Es handelt sich dabei um einen Gebirgsstock, der sich nördlich der Gemeinde Niedernhausen und deren Ortsteil Oberjosbach befindet. Er gipfelt im Buchwaldskopf (492 m ü. NHN) und Großen Lindenkopf (499 m ü. NHN).
Markberechtigt waren die Gemeinden des westlichen Teils des Pfarrbezirks von Schloßborn, also des Kirchspiels Oberjosbach: Lenzhahn, Oberseelbach diesseits des Bachs, Fritzensmühle, Oberjosbach, Ehlhalten diesseits des Bachs, Niederjosbach und Hof Häusel. 
Dasbach wurde 1616 gegen den Widerspruch des kurmainzischen Kellers zu Eppstein aufgenommen. Heftrich und Niedernhausen waren ebenfalls, aber nicht dauerhaft Mitglieder.
In einem Friedensvertrag von 1283, einem sogenannten Sühnevertrag zwischen Graf Adolf von Nassau und Gottfried von Eppstein, der die Nassauisch-Eppsteinische Fehden zwischen den beiden benachbarten und verfeindeten Herrschaftshäusern Nassau-Idstein und Eppstein beendete, erhielt Adolf von Nassau die Gerichtsbarkeit im Wald. Nassau-Idstein tritt daher später als Obermärker auf. Rechte an der Mark hatten daneben das Mainzer Albansstift, das Kloster Arnstein, der Stalhof in Esch sowie die von Reifenberg (erstmals ab 1430). 1441 werden die Rechte von Nassau in einem Rezess zwischen Graf Johann von Nassau und Gottfried von Eppstein bestätigt. 1496 verfügte das Kloster Arnstein über ein Viertel der Vogtei über die Mark und den Eichelberg. In einem Rezess einigten sich Kurmainz und Nassau-Idstein 1595 über ihre Rechte in der Mark.
Das Märkergeding wurde in Oberjosbach unter der Linde vor der Kirche gehalten. Bei Aufteilung der Mark 1808 betrug der Umfang 1000,5 Morgen. Heute gehört das Gebiet größtenteils zur Gemarkung von Niedernhausen, ein kleinerer Teil zu Idstein.
In den an die Mark angrenzenden Gebieten wurde im späten Mittelalter und in der frühen Neuzeit eine intensive Köhlerei betrieben. Darüber berichtet eine Tafel des Zweckverbandes Naturpark Rhein-Taunus im Wald nordwestlich von Oberjosbach. Mehrere hundert Köhlerplatten ehemaliger Meiler-Standorte wurden dort zwischen 2007 und 2012 kartiert und legen Zeugnis ab von der historischen Holzkohleindustrie. Als weitere kulturhistorische Landschaftselemente sind in den Wäldern um die Eichelberger Mark Wolfsgruben zu finden und Eisenschlackenhalden.